# Steve Harley
Stephen Malcolm Ronald Nice (Deptford, 27 de febrero de 1951-Suffolk, 17 de marzo de 2024), conocido como Steve Harley, fue un cantante y compositor británico, conocido por su trabajo con el grupo de rock Cockney Rebel, de los años 1970.

## Biografía

### Primeros años y primeros trabajos
Harley nació en Deptford, sur de Londres, en 1951, fue registrado como Stephen Nice, y fue el segundo de cinco hermanos. En su niñez, sufrió de poliomielitis, y pasó cuatro años internado en hospitales entre los 3 y los 16 años de edad. Se le realizaron varias operaciones de cirugía mayor en 1963 y en 1966. A la edad de 12 años, Harley se introdujo en la poesía de T.S. Eliot y D.H. Lawrence, la prosa de John Steinbeck, Virginia Woolf y Ernest Hemingway, y la música de Bob Dylan, lo que le inspiró para dedicarse a las letras y a la música. Con 10 años, recibió una guitarra española de cuerdas de nylon, regalo de sus padres en una Navidad. La madre de Harley fue una cantante de jazz. Harley fue alumno de la Edmund Waller Primary School en New Cross, Londres. Acudió también al Haberdashers' Aske's Hatcham Boys' Grammar School hasta que cumplió 17 años. Como había recibido lecciones de violín clásico desde los 9 hasta los 15 años, tocó ese instrumento en la orquesta de la escuela. Abandonó la escuela sin haber completado los exámenes de nivel avanzado, y más tarde (cuando ya tenía 30 años) obtuvo una calificación A (equivalente a un 10 en España).
En 1968, con 17 años, Harley comenzó a trabajar como aprendiz de contable para el Daily Express, y fue éste su primer trabajo a tiempo completo, a pesar de haber solo superado el 24 por ciento de su simulacro de examen de matemáticas de nivel cero. Desde aquí progresó hasta convertirse en reportero, y fue entrevistado por varios directores de periódicos, para finalmente firmar con Essex County Newspapers. Durante los tres años que duró el contrato, Harley trabajó en el Essex County Standard, el Braintree and Witham Times, el Maldon and Burnham Standard y el Colchester Evening Gazette. Luego volvió a Londres para trabajar en el East London Advertiser. Entre los muchos colegas de Harley, dos llegaron a tener una exitosa carrera en el periodismo nacional: John Blake y Richard Madeley, este último se hizo cargo de la plaza que dejó Harley en el East London Advertiser en 1972.

### Los años 1970
Harley comenzó a tocar en bares y clubes a principios de los años 1970, principalmente en lugares folk en noches de micrófono abierto. Cantó en Les Cousins, Bunjie's y The Troubadour las noches en las que estaban John Martin, Ralph McTell, Martin Carthy y Julile Félix, músicos populares en el movimiento folk de Londres en esa época. Harley además actuó en actos callejeros en el metro de Londres y en Portobello Road. En 1971 hizo pruebas para la banda folk Odín como guitarra rítmica y co-cantante, donde conocería a John Crocker, que se convertiría luego en el primer violinista de Cockney Rebel. La escena folk resultó no ser la preferencia de Harley, y en medio de la composición de algunos temas propios, formó el grupo Cockney Rebel, como vehículo para sus propias creaciones, a finales de 1972. Gracias a esto, Harley conoció al batería Stuart Elliott, que a día de hoy sigue grabando y girando con él.
El grupo firmó con EMI Records para un contrato de tres álbumes garantizados en 1972. Durante junio y julio de 1973 el grupo grabó su álbum debut, The Human Menagerie, que sería editado a finales de ese mismo año. Producido por Neil Harrison, el álbum incluía el sencillo "Sebastian", que se convirtió en un éxito en Europa, si bien, como el disco, no logró a entrar en las listas de Reino Unido. Después que EMI expresase el deseo de Harley de escribir una canción con el potencial de convertirse en éxito, "Judy Teen" se editó a principios de 1974, llegando al número 5 en las listas del Reino Unido. El segundo álbum de la banda, The Psychomodo, producido por Harley y Alan Parsons, se editó en junio de 1974, llegando al número 8 en el Reino Unido. El sencillo "Mr. Soft" también llegó al puesto número 8 de las listas del Reino Unido. De todas formas, en ese tiempo los problemas dentro del grupo habían llegado al tope, con todos los músicos, salvo Elliot, abandonando la banda tras una exitosa gira por el Reino Unido. Los integrantes demandaban el poder escribir material para el grupo, a pesar de tener claro desde el principio que era Harley el único compositor. El 18 de julio el grupo recibió un 'Gold Award' por su trabajo en 1974, para una semana después haberse deshecho.
Después de la retirada del sencillo en solitario "Big Big Deal", Harley decidió continuar con el grupo con el batería Stuart Elliot, manteniendo el nombre de Steve Harley & Cockney Rebel, con el que había tenido ya éxito. El siguiente álbum. The Best Years of Our Lives, se editó en marzo de 1975, e incluía el sencillo "Make Me Smile (Come Up and See Me)", que llegó al número 1 y vendió millones de copias. Fue además este tema el único con el que Harley entraría en las listas de éxitos de Estados Unidos, llegando al puesto número 96 en la Billboard Hot 100. La Performing Rights Society (sociedad de derechos de autor británica) confirmó tiempo después que la canción era una de las más reproducidas en las retransmisiones en el Reino Unido, y que ha sido versionada por más de 100 artistas en siete idiomas distintos. El sencillo que lo siguió, "Mr. Raffles (Man, It Was Mean)", fue también un éxito, llegando al número 13 en el Reino Unido. En 1975 Harley fue abordado por Patricia Paay, hermana de Yvonne Keeley (que era corista de Harley, así como su novia en ese momento), para ayudarla en la grabación y producción de su primer álbum. Beam of Light terminó siendo producido completamente por Harley, y en el disco Paay hace una versión de "Sebastian", mientras que Harley le escribió la canción "Understand" (usado luego por Cockney Rebel en su álbum Timeless Flight). Durante la segunda mitad de ese año, el grupo fue a los Estados Unidos como teloneros de The Kinks. Como el éxito en América era difícil y mucha gente no había escuchado nada del grupo, se editó solo para el mercado americano el álbum recopilatorio A Closer Look.
El siguiente álbum, Timeless Flight, se editó en 1976, convirtiéndose en un top 20 del Reino Unido, llegando al puesto número 18, si bien los dos sencillos, "Black or White" y "White, White Dove", no llegaron a entrar en las listas de éxitos. El último disoc de estudio del grupo, Love's a Prima Donna se editó a finales del año siguiente (1977), y contenía una versión del tema de George Harrison "Here Comes the Sun". Alcanzó la posición número 10 en el Reino Unido, y fue el último sencillo de Harley en llegar al Top 40 en Reino Unido, si no contamos las reediciones de "Make Me Smile (Come Up and See Me)". El siguiente sencillo, "(I Believe) Love's a Prima Donna", no llegó a entrar en el Top 40, quedándose en el puesto número 41. Love's a Prima Donna llegó al puesto número 28 en el Reino Unido. Antes del anuncio de su separación, Cockney Rebel editó un disco en directo, Face to Face: A Live Recording, en 1977, que llegó al puesto número 40 y contenía un sencillo no muy exitoso, "The Best Years of Our Lives (live)".
En 1977 Harley se trasladó a los Estados Unidos. Mientras grababa y mezclaba el disco Love's a Prima Donna, parcialmente en Los Ángeles, se sintió atraído por la ciudad por lo que decidió comprar una casa en Beverly Hills. Vivió allí durante un año en busca de una nueva experiencia e inspiración. Harley, en todo caso, admitió más tarde que durante la temporada que vivió en América no se sintió inspirado para escribir nada. Retornó a Reino Unido en julio de 1978 con un disco poco exitoso, ya que no entró en ninguna lista. Usando desde músicos de sesión hasta exmiembros de Cockney Rebel, el álbum es una mezcla de viejas canciones y unas pocas más que Harley compuso a su vuelta a Inglaterra. Se extrajeron dos sencillos de ese álbum, "Roll the Dice" y "Someone's Coming", que pasaron sin pena ni gloria. El tema "Amerika the Brave" incluía el último trabajo en un estudio de Marc Bolan, poco antes de su accidente mortal de coche. El segundo disco en solitario de Harley, The Candidate, fue editado en 1979 y otro nuevo fracaso comercial, a pesar de las predicciones. De todas formas incluye un sencillo que obtuvo un éxito moderado, llegando al puesto número 58. A mediados de ese año, Harley tocó algunas canciones como artista invitado en el concierto benéfico de Kate Bush.

### Los años 80
Durante los años 1980, que más tarde Harley describió como los "años salvajes", se tomó un tiempo fuera del mundo del rock para ocuparse de sus dos hijos que estaban creciendo. De todas formas, editó unos pocos sencillos no incluidos en ningún álbum, además de interpretarlos en directo. Durante 1980 Harley actuó en unos pocos conciertos en una gira de Navidad, siguiendo la edición del recopilatorio de Cockney Rebel "Best of...". Existían diversos rumores sobre un nuevo álbum de estudio, pero no llegó a materializarse nada. En 1981 Harley y Rick Wakeman trabajaron juntos, con Harley cantando en la canción "No Name" en el álbum de Wakeman de 1981 1984. Además, interpretó en directo la canción en un directo de Wakeman en el Hammersmith Odeon ese mismo año.
En marzo de 1982 Harley editó el sencillo "I Can't Even Touch You", bajo el nombre de la banda. Fue producido por el músico escocés Midge Ure de Ultravox. Editado por Chrysalis Records, existía la percepción tanto de la discográfica como de los fanes de que la canción se convertiría en un éxito, pero ni siquiera llegó a entrar en las listas. El siguiente sencillo, "Ballerina (Prima Donna)", editado en junio de 1983, fue escrita y producida por Mike Batt. Se convirtió en el más exitoso sencillo de Harley de esa década, llegando al puesto número 51 en las listas del Reino Unido. Harley apareció en el Reading Festival un mes después, con una recepción favorable.
En 1985 Harley editó el sencillo "Irresistible", que llegó al puesto número 81 en el Reino Unido. Editada por RAK Records, y producida por Mickie Most, Harley había escrito la canción originalmente pensando en Rod Stewart, si bien el propio Stewart animó a Harley a grabarla con la esperanza de que esto pudiese impulsarlo de nuevo a las listas. Poco después Harley obtuvo el papel de Fantasma en el estreno en Londres del musical de The Phantom of the Opera. Grabó el sencillo promocional de la canción que da título a la obra, en colaboración de Sarah Brightman, que llegó a la posición número 7 en las listas del Reino Unido. De todas formas, fue sustituido de forma sorprendente cuando empezaban los ensayos por Michael Crawford. Aun así, ese año Harley protagonizó al dramaturgo del siglo XVI Christopher Marlowe, en el drama musical Marlowe, que se realizó fuera de Broadway y en Londres. La interpretación de Harley fue descrita por un importante crítico como "una gran y conmovedora interpretación."
Harley volvió a rotar su atención a grabar nuevo material, y editó el sencillo "Heartbeat Like Thunder" a principios de 1986. Fue un fracaso comercial. En este punto Harley firmó para tres álbumes con RAK, y en junio de 1986 una nueva y regrabada versión de "Irresistible" se editó de nuevo como sencillo. Tampoco fue muy exitosa, y poco después RAK quebró. El que debería ser su siguiente álbum, El Gran Senor, fue dejado de lado, y algún material aparecería después en su álbum de 1992 Yes You Can. En 1988 Harley participó en el sencillo de caridad "Whatever You believe", escrito en colaboración con Jon Anderson y Mike Batt, pero que tampoco llegó a entrar en las listas. Tampoco lo hizo la reedición de "Mr Soft" ese mismo año, que fue usado en un conocido anuncio publicitario para Trebor Softmints.

### Los años 90
En 1989 Harley reformó la formación de Cockney Rebel, y salió a girar el tour de regreso llamado "All is Forgiven", que fue un éxito, si bien el sencillo editado para promocionarlo, "When I'm with You", fue un fracaso. En este tiempo Harley estuvo grabando algún material nuevo con los exmiembros de Cockney Rebel Jim Cregan, Duncan Mackay y Stuart Elliott. Algún material de El Gran Senor apareció en los siguientes conciertos y giras en los primeros años de la década de 1990, tras que nuevas ideas lo llevasen a ensayarlas en 1991. En octubre de 1991, Harley fue invitado a tocar en los conciertos Night of the Proms y tras otra gran gira europea, los fanes pidieron un nuevo álbum, por lo que Harley se sintió presionado por la audiencia a editar un disco con las canciones que había tocado en directo desde 1980. En un principio Harley no estaba contento con la grabación del material antiguo y tardó dos años en convencerse de ello. Finalmente editó Yes You Can en 1992 solo en Europa, un álbum que contiene canciones antiguas y algunas nuevas. Para su promoción, Harley completó una nueva gira, llamada "Yes You Can tour", con algunos músicos nuevos. En Europa se editó una versión remezclada de "Irresistible", pero tanto el álbum como el sencillo no llegaron a tener gran repercusión. Cuando se hizo una edición para Reino Unido en 1993, se editó el sencillo "Star for a Week (Dino)".
En 1995 se editó el recopilatorio en directo Live at the BBC. El siguiente año, mientras continuaba de gira, Harley editó el álbum Poetic Justice, que fue un éxito de crítica. Sobre 1997 Harley comenzó a incluir sets acústicos en sus conciertos usuales de rock. El éxito de algunos conciertos ocasionales en el "Edinburgh Fringe Festival" ese año condujo a Harley y Nick Pynn a tocar más de cien conciertos en 1998, bajo el título explicativo de "Stripped to the Bare Bones". Esta gira incluyó 54 conciertos solo en el Reino Unido y sobre 90 canciones se ensayaron para su uso en la gira. El álbum acústico en directo Stripped to the Bare Bones se editó en 1999. También en 1999, Harley comenzó a presentar en  BBC Radio el programa The Sounds of the Seventies, cuyo último programa se emitió el 27 de marzo de 2008, así como comenzó su propia discográfica, que al año siguiente reedita sus dos primeros discos en solitario y el álbum Poetic Justice.
En este periodo "Make Me Smile" se incluyó en la película de 1997 The Full Monty, y las canciones de Harley "Sebastian", "Tumbling Down", y "Make Me Smile (Come Up and See Me)" se incluyeron en el musical de rock de 1998 de Todd Haynes Velvet Goldmine. El álbum de la banda sonora incluyó "Make Me Smile", pero omitió "Sebastian", si bien incluyó una versión cantada por Jonathan Rhys Myers de "Tumbling Down". En 1998, el recopilatorio More Than Somewhat – The Very Best of Steve Harley se editó, llegando al puesto número 82 en el Reino Unido. Otra recopilación, The Cream of Steve Harley & Cockney Rebel, la siguió en 1999, alcanzando el puesto número 21 en la lista "UK Budget Albums Chart" en 2006.

### A partir del año 2000
En 2001 se editó el sencillo no incluido en ningún álbum "A Friend for Life", llegando al puesto número 125 en el Reino Unido. Durante 2002 se editó el disco recopilatorio en directo Acoustic and Pure: Live, que fue seguido por el álbum en directo Anytime! en 2004. En 2002 Harley fue premiado con la "Gold Badge of Merit" de la British Academy of Composers and Songwriters.
Un nuevo disco de estudio, The Quality of Mercy, se editó bajo el nombre de Steve Harley & Cockney Rebel, y fue descrito como el álbum más personal de Harley. Incluía "A Friend for Life", y el sencillo "The Last Goodbye", que llegó al puesto #186 en Reino Unido. El propio álbum obtuvo una buena recepción por parte de la crítica, y llegó al puesto número 40 en Noruega. En 2006, EMI editó una compilación en formato caja de discos compactos que contenía tanto los trabajos con Cockney Rebel como en solitario, titulado The Cockney Rebel - A Steve Harley Anthology. En 2007 Harley protagonizó una obra de Samuel Beckett, Rough for Theatre 1 & 2, en el The Arts Theatre en London. En 2009 recibió un "Special Award" de la Childline Rocks por sus trabajos de caridad, en la ceremonia de premios de la revista "Classic Rock" en el Park Lane Hotel de Londres. Su trabajo consiguiendo dinero para el grupo "Mines Advisory" y algunas escuelas para la "Disabled Children" fueron citados en el discurso pronunciado por el guitarrista de blues Joe Bonamassa. Harley ha sido Embajador del Mines Advisory Group por muchos años y lideró dos excursiones, una por Camboya y otra por el Death Valley, para recaudar fondos para la remoción de minas.
En febrero de 2010, Harley, tecnófobo confeso, atribuyó las pobres tasas de alfabetización y la corrosión moral de la sociedad británica a la tecnología moderna. Más tarde ese mismo año publicó el álbum Stranger Comes to Town, que llegó al puesto número 187 en el Reino Unido. Harley reveló que el disco es un álbum de protesta, en relación con la situación y estado actual del país. Como The Quality of Mercy, el disco obtuvo más buenas críticas. En abril de 2012 Harley se embarcó en su primera gira promocional por Australia. Colaborando con el guitarrista australiano Joe Matera, Harley hizo una serie de apariciones en radio (Gold FM 104.3) y TV (Noise 11), actuando en sesiones acústicas en directo.
En octubre de 2012, la recopilación antológica en caja de cuatro discos remasterizada Cavaliers: An Anthology 1973-1974 se editó, con la crónica de grabaciones de la formación original de Cockney Rebel. En noviembre de 2012, Harley y su grupo, con una orquesta y un coro de cámara, realizaron unas 50 actuaciones, tocando los dos primeros discos de Cockney Rebel, The Human Menagerie and The Psychomodo, en su totalidad - con algunas canciones siendo interpretadas por primera vez en directo. Esto condujo a la publicación de un álbum en directo, y DVD, Birmingham a finales de 2013. Llegó al puesto número 36 en la lista "UK Independent Albums Chart". En 2014 se anunciaron una serie de futuras fechas para seguir con el mismo espectáculo, seguida por otra gira por Reino Unido a finales de 2014. También se anunció un nuevo álbum, catalogado como "trabajo en progreso". Durante la última década, Steve Harley and Cockney Rebel han tocado en el "Glastonbury Festival" tres veces, así como el festival de la Isla de Wigth y muchos de los grandes festivales de rock europeos.
Harley reside en norte de Essex con su mujer, Dorothy, con quien se casó en febrero de 1981. Tienen dos hijos, Kerr y Greta. Desde 1984, Harley se ha centrado en la cría de caballos de carreras, y con su mayor pasatiempo en las carreras.

## Discografía

### Sencillos
- "Sebastian" - 1973 (como Cockney Rebel)
- "Judy Teen" - 1974 - UK # 5 (como Cockney Rebel)
- "Hideaway" - 1974 (como Cockney Rebel) (editado en Denmark)
- "Psychomodo" - 1974 (como Cockney Rebel) (retirado)
- "Mr. Soft" - 1974 - UK # 8 (como Cockney Rebel)
- "Tumbling Down" - 1974 - (como Steve Harley & Cockney Rebel)
- "Big Big Deal" - 1974
- "Make Me Smile (Come Up and See Me)" - 1975 - UK # 1 (como Steve Harley & Cockney Rebel)
- "Mr. Raffles (Man, It Was Mean)" - 1975 -  UK # 13 (como Steve Harley & Cockney Rebel)
- "Black or White" - 1975 (como Steve Harley & Cockney Rebel)
- "White, White Dove" - 1976 (como Steve Harley & Cockney Rebel)
- "Here Comes the Sun" - 1976 -  UK # 10 (como Steve Harley & Cockney Rebel)
- "(I Believe) Love's a Prima Donna" - 1976 -  UK # 41 (como Steve Harley & Cockney Rebel)
- "(Love) Compared with You" - 1976 - (como Steve Harley & Cockney Rebel) (withdrawn)
- "The Best Years of Our Lives (live)" - 1977 (como Steve Harley & Cockney Rebel)
- "Roll the Dice" - 1978
- "Someone's Coming" - 1978
- "Freedom's Prisoner" - 1979 -  UK # 58
- "Make Me Smile (Come Up and See Me)" - reedición - 1981 (como Steve Harley & Cockney Rebel)
- "I Can't Even Touch You" - 1982 (como Steve Harley & Cockney Rebel)
- "Ballerina (Prima Donna)" - 1983 -  UK # 51
- "Make Me Smile (Come Up and See Me)" - segunda reedición - 1983 (como Steve Harley & Cockney Rebel)
- "Irresistible" - 1985 (como Steve Harley & Cockney Rebel) - UK # 81
- "Heartbeat Like Thunder" - 1986
- "Irresistible" - versión regrabada - 1986 (como Steve Harley & Cockney Rebel)
- "The Phantom of the Opera" (con Sarah Brightman) - 1986 -  UK # 7
- "Whatever You believe" - 1988 (como Anderson, Harley and Batt)
- "Mr Soft" - reedición - 1988
- "When I'm with You" - 1989
- "Make Me Smile (Come Up and See Me)" - tercera reedición - 1992 -  UK # 46 (como Steve Harley & Cockney Rebel)
- "Irresistible" - 1992
- "Star for a Week (Dino)" - 1993
- "Make Me Smile (Come Up and See Me)" - cuarta reedición - 1995 -  UK # 33 (como Steve Harley & Cockney Rebel)
- "Make Me Smile (Come Up and See Me) (30th Anniversary Remix)" - 2005 -  UK # 55 (como Steve Harley & Cockney Rebel)
- "A Friend for Life" - 2001 - UK # 125
- "The Last Goodbye" - 2006 - UK # 186 (como Steve Harley & Cockney Rebel)
- "Faith and Virtue" - 2010 - sencillo promocional en disco compacto[25][26]

### Álbumes

#### como Cockney Rebel
- The Human Menagerie - 1973
- The Psychomodo - 1974 - UK # 8

#### como Steve Harley & Cockney Rebel
- The Best Years of Our Lives - 1975 - UK # 4
- Timeless Flight - 1976 - UK # 18
- Love's a Prima Donna - 1976 - UK # 28
- Face to Face: A Live Recording - 1977 - UK # 40
- The Quality of Mercy - 2005
- Birmingham (Live with Orchestra & Choir) - 2013 UK Independent Chart # 36

#### como Steve Harley
- Hobo with a Grin - 1978
- The Candidate - 1979
- Yes You Can - 1992
- Poetic Justice - 1996
- Stripped to the Bare Bones - 1999
- Acoustic and Pure: Live - 2002
- Stranger Comes to Town - 2010 - UK # 187

#### como The Steve Harley Band
- Anytime! (A Live Set) - 2004

#### Recopilatorios
- A Closer Look - 1975
- The Best of Steve Harley and Cockney Rebel - 1980
- Collection - 1981
- Greatest Hits - 1987
- The Collection - 1988
- Andrew Lloyd Webber: The Premiere Collection Encore - 1992
- Live at the BBC - 1995
- More Than Somewhat – The Very Best of Steve Harley - 1998 - UK # 82
- The Cream of Steve Harley & Cockney Rebel - 1999
- The Cockney Rebel - A Steve Harley Anthology - 2006 Triple disco compacto
- The Best of Steve Harley and Cockney Rebel - 2008 (reedición de The Cream of...)
- Cavaliers: An Anthology 1973-1974 - 2012 caja de cuatro discos compactos (como Cockney Rebel incluyendo a Steve Harley)[27][25][3]